# Phialophora dacryospora
Phialophora dacryospora är en svampart som beskrevs av W. Gams. Phialophora dacryospora ingår i släktet Phialophora och familjen Herpotrichiellaceae.   Inga underarter finns listade i Catalogue of Life.